# Nyamirambostadion
Het Nyamirambo Stadion is een multifunctioneel stadion in Nyamirambo, een district in de provincie Kigali, in het land Rwanda. Het ligt aan de Avenue de la Nyabaromgo in Kigali. Het stadion wordt vooral gebruikt voor voetbalwedstrijden. De voetbalclubs APR FC en Rayon Sports spelen weleens in dit stadion. In het stadion is plek voor 22.000 toeschouwers.